# Rubikon MGK-503
Rubikon MGK-503 (NATO: Shark Gill) – radziecki sonar niskich częstotliwości z anteną sferyczną, instalowany w jednostkach myśliwskich projektu 671 (NATO: Victor) oraz w strategicznych okrętach podwodnych projektu 941 (NATO: Typhoon)